# Gabrovnik
Gabrovnik (mazedonisch Габровник, alte Schreibweise bis 1945 Габровникъ) ist ein Dorf im zentralen Teil Nordmazedoniens, das zur Gemeinde Čaška gehört. Die nächstgelegene Stadt ist Veles.

## Geographie
Gabrovnik liegt etwa 50 Kilometer südwestlich von Veles. Das Dorf befindet sich in der historischen Landschaft Azot, welche auch Babunija genannt wird, angelehnt an den Babuna-Fluss. Die Nachbardörfer von Gabrovnik sind Mokreni und Oraov Dol. Westlich des Dorfes erhebt sich das Bergmassiv Jakupica mit der Spitze Solunska Glava.

## Geschichte

Gabrovnik in der Gemeinde Čaška

Die Region Azot wurde nach 1900 Schauplatz blutiger Kämpfe und Scharmützel zwischen den bulgarischen Komitadschi der Inneren Makedonisch-Adrianopeler Revolutionären Organisation (WMORO) und den serbischen Tschetniks, welche sich teilweise erfolgreich in der Region eingenistet hatten.
Laut der Statistik des Ethnographen Wassil Kantschow zählte Gabrovnik Ende des 19. Jahrhunderts 225 Einwohner, welche allesamt als christliche Bulgaren klassifiziert wurden.
Laut einem Geheimbericht des bulgarischen Konsulats in Skopje im Jahre 1901 erkannten 12 der 31 Häuser des Dorfes das Ökumenische Patriarchat von Konstantinopel an. Laut dem Metropolit Polikarp von Debar und Veles existierten 1904 in Gabrovnik 13 serbische Familien.
Nach den Statistiken des Sekretärs des bulgarischen Exarchats Dimitar Mischew („La Macédoine et sa Population Chrétienne“) im Jahr 1905 lebten in Gabrovnik 152 bulgarische Exarchisten und 96 bulgarische, serbophile Patriarchisten.
Am 7. Mai 1907 fand in Gabrovnik ein Scharmützel zwischen den Dorfbewohnern von Gabrovnik und den lokalen Albanern aus Desovo statt. Mit der Gewissheit, dass der Georgstag ein Dorffest in Gabrovnik ist und alle Dorfbewohner an diesem Morgen in der Kirche sein würden, machte sich eine Gruppe von über 100 bewaffneten Albanern aus dem nahegelegenen Dorf Desovo daran, das Dorf zu plündern und in Brand zu setzen, die Dorfbewohner zu töten sowie jungen Frauen und Mädchen nach Desovo zu entführen und sie zum Islam zu konvertierten. Als Grund wird Rache des getöteten Dorfbewohner von Desovo, Arif-Ağa, vermutet.
Da die Dorfbewohner die Rache ahnten, nahmen diese ihre Gewehre mit und legten sie in der Nähe der Kirche Sv. Nikola ab, wo sie eine Wache aufstellten. Als sie die heranrückenden Albaner bemerkten, schlug die Dorfwache Alarm. Die Frauen liefen in Richtung des Dorfes Mokreni und die Männer nahmen die Gewehre mit, so dass am Georgstag nur der Priester in der Kirche blieb. Die Dorfbewohner aus Mokreni und Oraov Dol kamen den Einwohnern von Gabrovnik zu Hilfe. Der Kampf dauerte bis zu zwölf Stunden und endete mit der Flucht der angreifenden Albaner aus Desovo. Die albanischen Angreifer hatten 15 Opfer zu beklagen, welche vor der Dorfkirche von Gabrovnik lagen. Am nächsten Tag kamen die albanischen Dorfbewohner aus Desovo erneut nach Gabrovnik, diesmal jedoch um Vergebung zu bitten und die Toten nach Desovo zurückzubringen, um sie zu begraben, was ihnen auch gestattet wurde.
1927 führte der deutsche Forscher Leonhard Schultze Gabrovnik auf seiner Karte Mazedoniens auf und ordnete es als ein kürzlich serbisiertes, bulgarisches Dorf ein.
Laut der letzten Volkszählung von 2002 lebten in Gabrovnik neun Einwohner, alle Mazedonier.